# Красиково (Вологодская область)
Красиково — деревня в Бабаевском районе Вологодской области.
Входит в состав Тороповского сельского поселения, с точки зрения административно-территориального деления — в Тороповский сельсовет.
Расположена на левом берегу реки Вешарка. Расстояние по автодороге до районного центра Бабаево составляет 29 км, до центра муниципального образования деревни Торопово — 3 км. Ближайшие населённые пункты — Горочка, Косино, Кузовлево, Минино, Плаксино, Степаново.
Население по данным переписи 2002 года — 3 человека.